# (1560) Strattonia
(1560) Strattonia ist ein Asteroid des Hauptgürtels, der am 3. Dezember 1942 vom belgischen Astronomen Eugène Joseph Delporte in Ukkel entdeckt wurde.
Der Asteroid ist nach dem britischen Astronomen Frederick John Marrian Stratton benannt worden.